# Ondráš

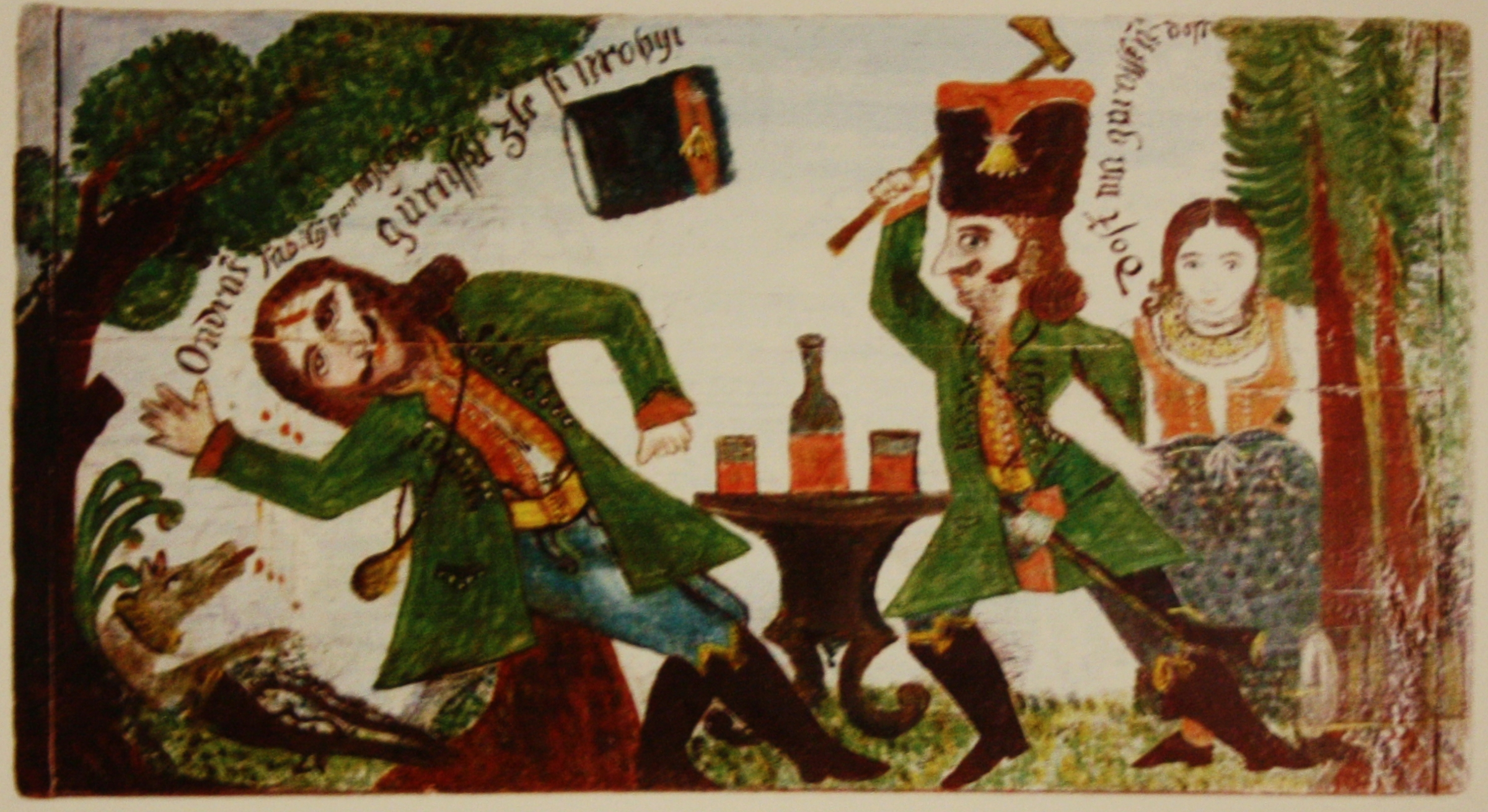
Zabití Ondráše Jurášem (olej na dřevě, konec 18. století)

Ondráš z Janovic, vlastním jménem Ondřej Fuciman, dříve chybně označován též jako Ondřej Šebesta, (13. listopadu 1680 Janovice – 1. dubna 1715 Sviadnov) je nejslavnější slezský zbojník.

## Životopis
Narodil se v rodině janovického fojta, ale nechtěl jít ve stopách svého otce (fojtství v roce 1709 převzal Ondřejův mladší bratr Jan). Studoval údajně na piaristickém gymnáziu v Příboře. Kolem roku 1695 vstoupil do vojska, z kterého odešel přibližně v roce 1709. Roku 1711 odešel na zboj, přidal se k loupežníkům, kteří na Frýdecko dorazili z Uher. Stal se vůdcem zbojnické družiny a na jeho dopadení byla vypsána nemalá odměna. Měl kladný vztah k alkoholu a děvčatům a to se mu stalo osudným. Zřejmě ze žárlivosti byl 1. dubna 1715 zabit ranou valašky do hlavy v hospodě „U Matky Hedviky“ ve Sviadnově (budova již nestojí) svým druhem Jiřím Juráškem, který je v pověstech znám jako Juráš. Ondrášovo tělo bylo převezeno do tehdejšího Frýdku, tady je kat rozčtvrtil a rozvěsil na několik míst pro výstrahu. Juráš za to nedostal odměnu sto dukátů, ale grunt. Jenomže stejně pak pokračoval ve zbojničení, byl chycen a popraven na šibenici 17. dubna 1717. Jeho druhové byli posláni do vyhnanství v Rijece a tam přikováni k veslům.

## Charakter
V ústní tradici se Ondráš stal lidovým hrdinou, ochráncem chudých s nadpřirozenými schopnostmi, mimo jiné byl prý nezranitelný a mohl být zabit pouze svojí vlastní valaškou. Byl namalován na mnoha obrazech jako vysoký a statný muž. Reálně podle historiků byl spíše menší a zavalitější postavy. Podobnou postavu měl i jeho vrah Juráš. Zajímavostí je, že příjmení Fuciman měl i zbojník Juráš.
Ve skutečnosti nebyl Ondráš tak ušlechtilý muž, za jakého byl považován. Z dobových dokumentů, například z výslechů členů Ondrášovy družiny nebo zápisů po loupežích a krádežích vyplývá, že Ondrášovi a jeho zbojníkům bylo celkem jedno, koho okradli. Bohatého nebo chudého. Brali všem.

## Ondráš v kultuře
Ve Slezsku a na Valašsku se o něm vyprávělo mnoho pověstí a vážou se k němu též lidové písně a lašský mužský tanec „Ondrášův skok“. Inspiroval také mnohé české a polské spisovatele a básníky (např. Petra Bezruče), malíře (např. Albína Poláška) a hudební skladatele (např. Václava Kašlíka k opeře Zbojnická balada, 1939, Ilju Hurníka k baletu Ondráš, 1950, a Edvarda Schiffauera k „operní komedii se střelbou, tancem a zpěvy“ Ondráš a Juráš – Pán Lysé hory, 1996). Ondrášovy rodné Janovice každoročně pořádají folklórní Ondrášovské slavnosti. Několik restaurací na Frýdecko-Místecku nese Ondrášovo jméno. Vojenský umělecký soubor Ondráš je profesionální folklorní soubor zřizovaný Ministerstvem obrany ČR.
V roce 1972 natočila Československá televize baladický film Zbojník Ondráš v režii Pavla Krause.